# خودروی شاسی‌بلند
خودروی شاسی‌بلند یا اس‌یووی (به انگلیسی: Sport Utility Vehicle یا به‌طور مخفف SUV) یک طبقه‌بندی خودرویی است که عناصر خودروهای سواری جاده‌ای را با ویژگی‌های وسایل نقلیه خارج از جاده مانند افزایش فاصله از زمین و چهار چرخ متحرک ترکیب می‌کند یا به گونه‌ای از خودروها می‌گویند که برای کاربرد بیابانی و پیمودن مسیرهای ناهموار طراحی شده‌اند. این خودروها به‌طور معمول دو دیفرانسیل هستند و فاصلهٔ محور آنها تا سطح زمین بیشتر از خودروهای عادی است.
از نخستین نمونه‌های اس‌یووی یا شاسی بلند می‌توان به جیپ ویلیز دهه ۱۹۴۰ میلادی، لندروور دهه ۱۹۵۰ میلادی ۱۹۵۱ نیسان پاترول و تویوتا لندکروزر دهه ۱۹۶۰ میلادی اشاره کرد که همگی با استفاده از شاسی (Chassis) وانت بارها یا کامیونت ساخته شده بودند و با توجه به نیروی موتور بالا و فاصله زیاد از سطح زمین، قابلیت مانور بر روی سطوح ناصاف و خاکی را داشتند.
در دهه ۱۹۷۰ میلادی، محبوبیت این نمونه‌ها بیشتر از پیش شد و خودروسازان تصمیم به مدرن کردن این کلاس بدنه از خودرو گرفتند. جیپ واگونیر (که پیش از انقلاب ۱۳۵۷ در ایران با نام سیمرغ و جیپ آهو و همزمان با کشور آمریکا در شرکت پارس خودروی فعلی تولید می‌شد)، رِنج‌روور و شورولت بلیزر را می‌توان نخستین نسل از خودروهای شاسی بلند دانست که با ترکیب سیستم چهار چرخ متحرک و امکانات مدرن و لوکس به بازار عرضه می‌شدند.
از شاسی بلندهای مدرنِ بازار فعلی، که مانند خودروهای سواری بر اساس ابعاد به بخشهای کوچک، متوسط و بزرگ تقسیم می‌شوند، می‌توان از مواردی مانند مدل تویوتا لندکروزر، دیسکاوری شرکت لندروور، ب‌ام‌و ایکس۵، مرسدس-بنز کلاس-جی و کادیلاک اسکالید نام برد.

## امنیت
خودروهای شاسی‌بلند ارتفاع‌شان از زمین بالاتر از خودروهای دیگر است و به این دلیل مرکز ثقل بالاتری دارند. این باعث افزایش خطر واژگونی ماشین‌های شاسی بلند می‌شود.
با خودروهای شاسی‌بلند امکان کشته شدن کودکان پس از تصادف هشت برابر ماشینهای دیگر است.

## تخریب محیط زیست
ماشین‌های شاسی‌بلند اغلب مصرف سوخت بالاتری دارند و نسبت به خودروهای کوچک‌تر بیشتر منجر به تغییرات اقلیمی و تخریب طبیعت می‌شوند.
ماشین‌های شاسی بلند به تنهایی مسئول افزایش بیش از ۳٫۳ میلیون بشکه نفت در روز برای سوخت خودروها بین سالهای ۲۰۱۰ تا ۲۰۱۸ بودند.
اگر چه ماشین‌های شاسی‌بلند هم می‌توانند برقی باشند ولی به هر حال در پروسه تولیدشان گازهای گلخانه‌ای بیشتری ایجاد می‌شود و به‌طور کل هم نسبت به خودروهای کوچک‌تر۲۵ ٪ سوخت بیشتری مصرف می‌کنند.

## طبقه‌بندی خودروهای شاسی‌بلند
همان‌طور که اشاره شد، اتومبیل‌های شاسی‌بلند نیز مانند خودروهای سواری به چند دسته مختلف تقسیم می‌شوند. تمامی این خودروها توانایی مانورهای بیرون از جاده را داشته و اتومبیل‌هایی آفرود به حساب می‌آیند. این طبقه‌بندی‌ها به‌طور کلی عبارتند از:

### شاسی‌بلند اندازه متوسط (Mid-Size SUV)
این اصطلاح بیشتر در آمریکای شمالی کاربرد داشته و در سایر نقاط جهان هم رده با نمونه‌های اندازه بزرگ در نظر گرفته می‌شود. از شاسی بلندهای اندازه متوسط می‌توان به نمونه‌های فهرست زیر اشاره کرد:
- سوزوکی گرند ویتارا
- آکیورا ام‌دی‌ایکس
- بنتلی بنتایگا
- ب‌ام‌و ایکس۵
- تویوتا فورچونر
- کیا تلوراید
- کیا سورنتو

### شاسی‌بلند اندازه بزرگ (Full Size SUV)
شاسی‌بلندهای اندازه بزرگ فضای بیشتری در بخش‌های فضای درونی و محفظه بار را در اختیار سرنشینی قرار می‌دهد. نمونه‌هایی از خودروهای شاسی بلند اندازه بزرگ عبارتند از:
- کادیلاک اسکالید
- شورلت تاهو
- فورد اکسپدیشن
- نیسان پاترول

نمونه‌هایی از شاسی بلندهای اندازه بزرگ را می‌توان در فیلم‌های سینمایی آمریکایی مشاهده کرد که بیشتر در اختیار نیروی پلیس ویژه این کشور قرار دارند.